# استبدال محب للنواة

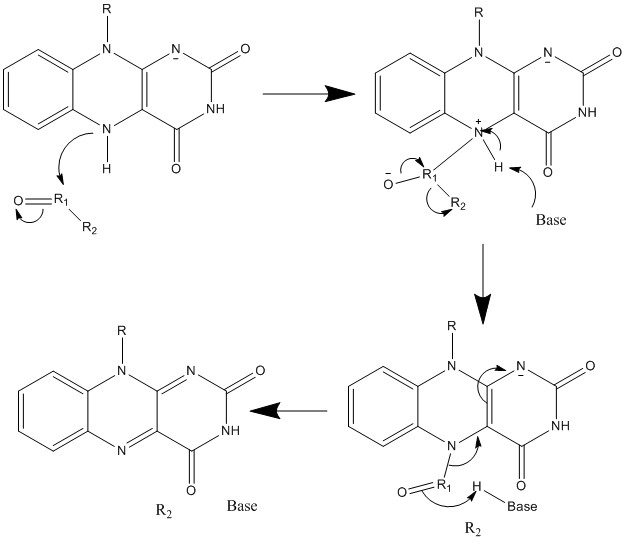
تفاعلات الاستبدال المحبة للنواة

تفاعلات الاستبدال المحبة للنواة (بالإنجليزية: Nucleophilic substitution)‏ هي أحد أنماط التفاعلات الكيميائية، والذي يُستبدل فيها محب النواة (وهو أي جزئ متبرع بالإلكترونات) مكان مجموعة وظيفية مرتحلة موجودة في الجزيء الأصلي.
مثال هذا التفاعل تفاعل حلمهة لجزيء بروميد الألكيل تحت شروط قلوية حيث تقوم زمرة الهيدروكسيل المحبة للنواة بالهجوم على المجموعة المرتحلة وهي البروم في هذه الحالة:
R-Br + OH- → R-OH + Br-
يتم هذا التفاعل وفق آليتين تدعيان:
- ت.م.ن1 (SN1)
- ت.م.ن2 (SN2)

## تفاعلات الاستبدال المحبو للنواة من الرتبة الأولى (SN1)
(CH3)3CBr → (CH3)3C+ + Br-
(CH3)3C+ + H2O → (CH3)3C-OH2+
(CH3)3C-OH2+ + H2O → (CH3)3COH + H3O+
فيكون التفاعل الكلي:
(CH3)3C-Br + OH- → (CH3)3C-OH + Br-

## تفاعلات الاستبدال المحبة للنواة من الرتبة الثانية (SN2)
CH3Br + OH- → CH3OH + Br-